# Resolució 397 del Consell de Seguretat de les Nacions Unides
La Resolució 397 del Consell de Seguretat de les Nacions Unides, aprovada el 22 de novembre de 1976 després d'examinar l'aplicació de la República Popular d'Angola per a ser membre de les Nacions Unides, el Consell va recomanar a l'Assemblea general que Angola fos admesa.
La resolució va ser aprovada per 13 vots contra cap, mentre que els Estats Units es van abstenir i la República Popular de la Xina no va participar en la votació.